# Grindsjön
För andra betydelser, se Grindsjön (olika betydelser).
Grindsjön är en sjö i Botkyrka kommun och Nynäshamns kommun i Södermanland som ingår i Tyresån-Trosaåns kustområde. Sjön är 19,5 meter djup, har en yta på 1,4 kvadratkilometer och befinner sig 32,3 meter över havet. Sjön avvattnas av vattendraget Grindsjöån.

## Delavrinningsområde
Grindsjön ligger i Sorunda socken på Södertörn och ingår i delavrinningsområde (655313-161830) som SMHI kallar för Utloppet av Grindsjön. Medelhöjden är 56 meter över havet och ytan är 6,09 kvadratkilometer. Det finns inga avrinningsområden uppströms utan avrinningsområdet är högsta punkten. Grindsjöån som avvattnar avrinningsområdet har biflödesordning 2, vilket innebär att vattnet flödar genom totalt 2 vattendrag innan det når havet efter 19 kilometer. Avrinningsområdet består mestadels av skog (73 procent). Avrinningsområdet har 1,4 kvadratkilometer vattenytor vilket ger det en sjöprocent på 23 procent.

## Försvarsforskning
Intill sjöns västra sida återfinns en av Totalförsvarets forskningsinstituts (FOI) anläggningar. Området började användas för försvarsforskning 1941, inledningsvis av Militärfysiska institutet efter en markdonation av Olof Arrhenius. Delar av arbetet med det svenska kärnvapenprogrammet utfördes under några år efter 1959 i dåvarande FOA:s anläggning vid Grindsjön. Bland annat tillverkades och testades de spränglinser som behövdes för att pressa ihop plutoniumsfären till en kritisk massa.
Sydväst om Grindsjön ligger ett 7,5 km² stort skjutfält som även innefattar en del av sjöns vattenområde och sträcker sig ända ner till Fagersjön. Skjutfältet är ett försöks- och testområde som ursprungligen hörde till Militärfysiska institutet och numera till FOI. Det kallas även "Grindsjöns Forskningscentrum".